# Juniata River
Juniata (ang. Juniata River) – rzeka w amerykańskim stanie Pensylwania, dopływ rzeki Susquehanna.